# Avi Ben-Chimol
Avraham "Avi" Ben-Chimol (in ebraico אבי בן-שימול‎?; Kfar Saba, 22 maggio 1985) è un ex cestista israeliano.

## Palmarès

### Competizioni nazionali
- Campionato israeliano: 2

Maccabi Tel Aviv: 2003-04
Maccabi Rishon LeZion: 2015-16
- Coppa di Israele: 1

Maccabi Tel Aviv: 2003-04

### Competizioni internazionali
- Eurolega: 1

Maccabi Tel Aviv: 2003-04